# Diocesi di Djougou
La diocesi di Djougou (in latino Dioecesis Diuguensis) è una sede della Chiesa cattolica in Benin suffraganea dell'arcidiocesi di Parakou. Nel 2023 contava 74.294 battezzati su 692.027 abitanti. È retta dal vescovo Bernard de Clairvaux Toha Wontacien, O.S.F.S.

## Territorio
La diocesi comprende il dipartimento di Donga in Benin.
Sede vescovile è la città di Djougou, dove si trova la cattedrale del Sacro Cuore.
Il territorio è suddiviso in 23 parrocchie.

## Storia
La diocesi è stata eretta il 10 giugno 1995 con la bolla Quo aptius proveheretur di papa Giovanni Paolo II, ricavandone il territorio dalla diocesi di Natitingou. Originariamente era suffraganea dell'arcidiocesi di Cotonou.
Il 16 ottobre 1997 è entrata a far parte della provincia ecclesiastica dell'arcidiocesi di Parakou.

## Cronotassi dei vescovi
Si omettono i periodi di sede vacante non superiori ai 2 anni o non storicamente accertati.
- Paul Kouassivi Vieira † (10 giugno 1995 - 21 marzo 2019 deceduto[1])
  - Sede vacante (2019-2022)[2]
- Bernard de Clairvaux Toha Wontacien, O.S.F.S., dal 12 febbraio 2022

## Statistiche
La diocesi nel 2023 su una popolazione di 692.027 persone contava 74.294 battezzati, corrispondenti al 10,7% del totale.
| anno | popolazione | popolazione | popolazione | presbiteri | presbiteri | presbiteri | presbiteri                | diaconi | religiosi | religiosi | parrocchie |
| anno | battezzati  | totale      | %           | numero     | secolari   | regolari   | battezzati per presbitero | diaconi | uomini    | donne     | parrocchie |
| ---- | ----------- | ----------- | ----------- | ---------- | ---------- | ---------- | ------------------------- | ------- | --------- | --------- | ---------- |
| 1998 | 9.161       | 294.801     | 3,1         | 18         | 10         | 8          | 508                       |         | 8         | 28        | 7          |
| 2001 | 10.441      | 313.576     | 3,3         | 20         | 11         | 9          | 522                       |         | 9         | 36        | 7          |
| 2003 | 15.480      | 315.982     | 4,9         | 24         | 16         | 8          | 645                       |         | 10        | 38        | 10         |
| 2004 | 17.221      | 338.650     | 5,1         | 23         | 16         | 7          | 748                       |         | 9         | 37        | 10         |
| 2006 | 18.760      | 346.000     | 5,4         | 28         | 20         | 8          | 670                       |         | 10        | 40        | 13         |
| 2010 | 36.556      | 406.000     | 9,0         | 44         | 31         | 13         | 830                       |         | 17        | 59        | 13         |
| 2013 | 45.749      | 447.000     | 10,2        | 49         | 35         | 14         | 933                       |         | 19        | 55        | 21         |
| 2016 | 58.501      | 600.904     | 9,7         | 53         | 36         | 17         | 1.103                     |         | 21        | 64        | 22         |
| 2019 | 71.213      | 641.198     | 11,1        | 57         | 40         | 17         | 1.249                     |         | 20        | 60        | 23         |
| 2021 | 71.522      | 676.700     | 10,6        | 51         | 37         | 14         | 1.402                     |         | 17        | 61        | 23         |
| 2023 | 74.294      | 692.027     | 10,7        | 52         | 39         | 13         | 1.428                     |         | 18        | 64        | 23         |